# Великоулуйський район
Великоулуйський район (рос. Большеулуйский район) — адміністративна одиниця та муніципальне утворення в західній частині Красноярського краю. Адміністративний центр — село Великий Улуй.

## Географія
Площа території району — 2590 км².
Суміжні території:
- Північ: Бірилюський район
- Схід: Козульський район
- Південь: Ачинський район
- Південний захід: Боготольський район
- Захід: Тюхтетський район.